# 질루페시

시 문장

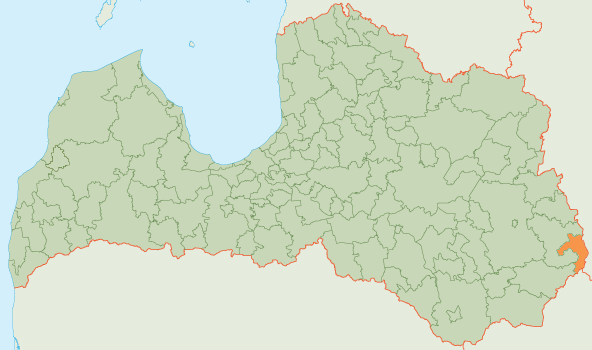
질루페 시의 위치

질루페시(라트비아어: Zilupes novads)는 라트비아의 지방 자치체로 행정 중심지는 질루페이며 면적은 308.9km2, 인구는 3,799명(2009년 기준), 인구 밀도는 12명/km2이다. 1개 도시, 3개 교구를 관할한다.

## 같이 보기
- 라트비아의 행정 구역